# Relações entre Portugal e Palestina
As relações entre Portugal e Palestina datam de 1999 e são as relações entre a República Portuguesa e o Estado da Palestina, governado pela Autoridade Nacional Palestiniana.

## História
Em 1999, Portugal abriu um escritório de representação em Ramala. No dia 18 de outubro desse mesmo ano, António Jorge Jacob Carvalho foi nomeado representante de Portugal da Autoridade Nacional Palestiniana.
O representante atual de Lisboa na Palestina é Fernando Demée de Brito, nomeado em 21 de junho de 2019. Em 2010, Portugal deu status de embaixada à missão palestiniana no país. Em dezembro de 2014, a Assembleia da República passou uma resolução pedindo ao governo do país para que reconhecesse o estado da Palestina. A ocasião foi testemunhada por embaixadores de países árabes.
Em 27 de outubro de 2023, Portugal votou a favor de uma resolução da Assembleia Geral das Nações Unidas pedidndo por uma trégua imediata ao conflito israelo-palestiniano em 2023.